# Predizione

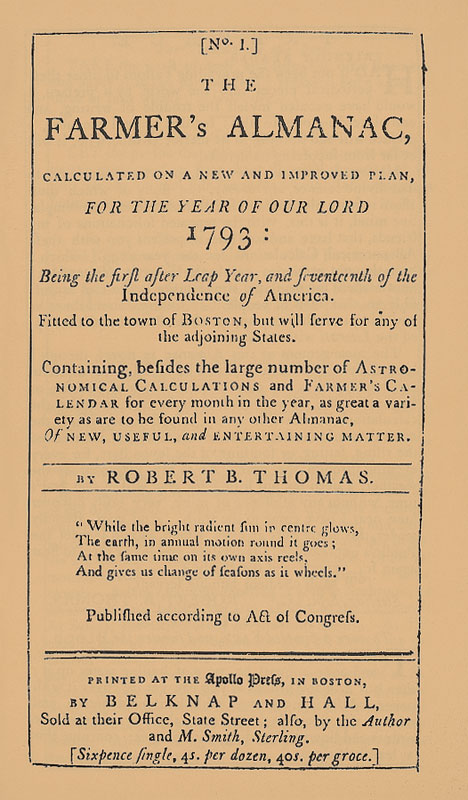
L'Old Farmer's Almanac è famoso negli Stati Uniti per le sue previsioni meteorologiche (non necessariamente accurate) a lungo termine.

La predizione è l'atto di annunciare in anticipo l'avverarsi di eventi futuri; con lo stesso termine si indica anche l'evento che è stato annunciato.
Nella lingua italiana questo termine è legato da sempre a ispirazioni di tipo religioso (o comunque soprannaturale) oppure a fenomeni di chiaroveggenza; in ambito religioso, la predizione può indicare:
- un oracolo
- una profezia
- un possibile responso della divinazione

Successivamente, in seguito all'influenza dell'inglese prediction, il termine è stato usato anche per indicare una previsione basata su calcoli scientifici. Nella terminologia tecnico-scientifica, chi o ciò che si occupa di fare una predizione è chiamato predittore.

## Campi di applicazione

### Statistica
Le tecniche statistiche utilizzate per la previsione includono l'analisi di regressione e le sue varie sottocategorie come la regressione lineare, i modelli lineari generalizzati (regressione logistica, regressione di Poisson, regressione Probit), ecc. Quando questi e/o un insieme generalizzato di metodi di regressione o di apprendimento automatico correlati vengono implementati nell'uso commerciale, il campo è noto come analisi predittiva.

### Scienza
Nella scienza, una previsione è un'affermazione rigorosa, spesso quantitativa, che prevede ciò che sarebbe osservato in condizioni specifiche; per esempio, secondo le teorie della gravità, se una mela cadesse da un albero si vedrebbe muoversi verso il centro della terra con una determinata e costante accelerazione. Il metodo scientifico si basa su affermazioni di verifica che sono conseguenze logiche delle teorie scientifiche. Questo viene fatto attraverso esperimenti ripetibili o studi osservazionali.

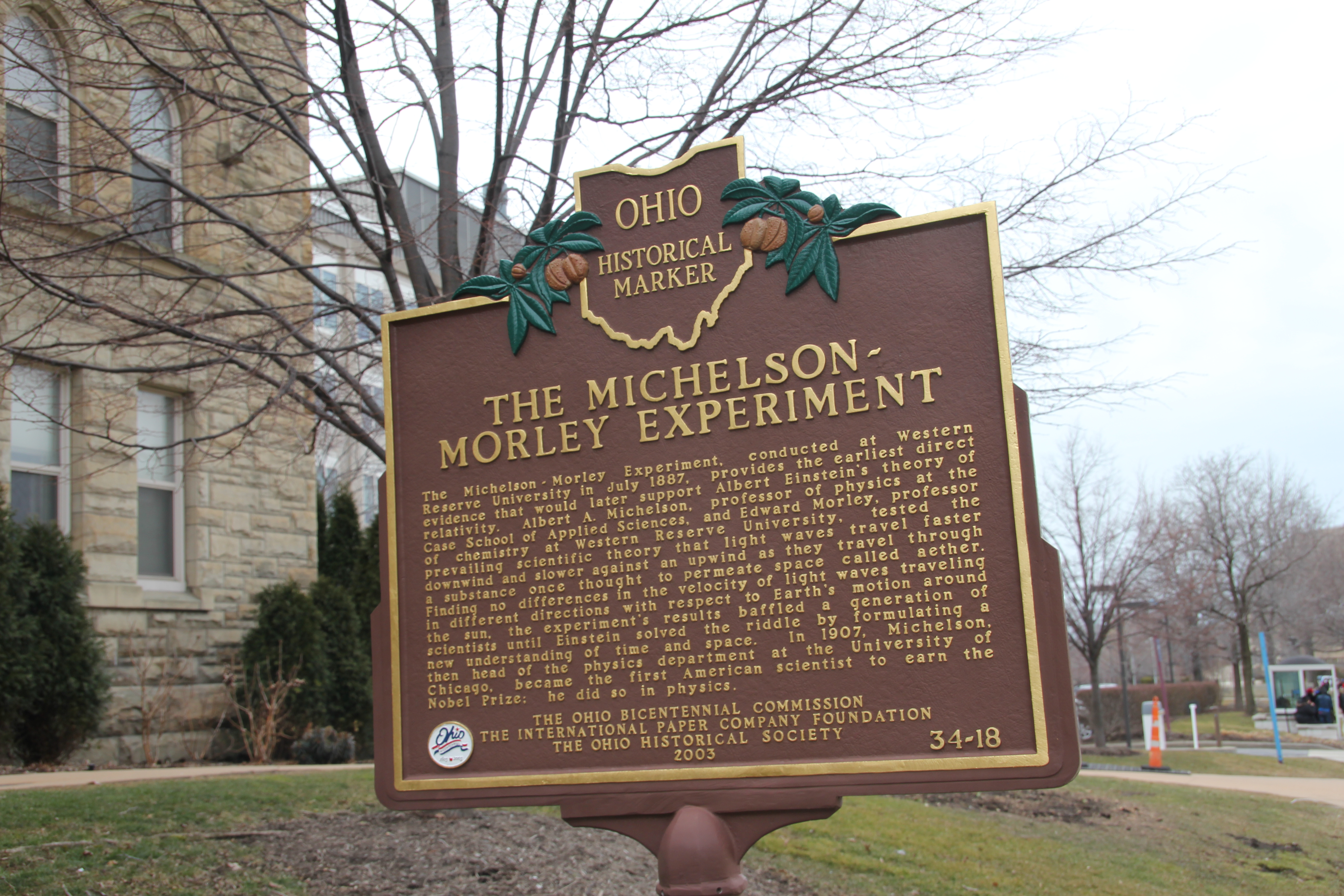
Lapide che commemora il sito dell'esperimento Michelson-Morley nel campus della Case Western Reserve University, Ohio

Previsioni accurate sono molto difficili in alcune aree, come i disastri naturali, le pandemie, la demografia, la dinamica della popolazione e la meteorologia. Ad esempio, è possibile prevedere l'occorrenza dei cicli solari, ma la loro esatta tempistica e magnitudo è molto più difficile.
La scienza consolidata fa previsioni utili che sono spesso estremamente affidabili e accurate; per esempio, le eclissi sono previste di routine.
Nuove teorie fanno previsioni che consentono loro di essere smentite dalla realtà. Ad esempio, la previsione della struttura dei cristalli a livello atomico è una sfida della ricerca.
Il famoso esperimento di Michelson-Morley dimostrò che le previsioni dedotte da questo concetto non trovavano riscontro nella realtà, smentendo così la teoria di un quadro di riferimento assoluto. La teoria della relatività ristretta fu proposto da Einstein come una spiegazione per l'apparente incoerenza tra la costanza della velocità della luce e la non esistenza di un sistema di riferimento speciale, preferito o assoluto.
Nell'ingegneria dei materiali è anche possibile prevedere il tempo di vita di un materiale con un modello matematico.

### Finanza
I modelli matematici del comportamento del mercato azionario (e del comportamento economico in generale) sono inaffidabili nel prevedere il comportamento futuro. Tra le altre ragioni, ciò è dovuto al fatto che gli eventi economici possono durare diversi anni e il mondo sta cambiando in un lasso di tempo simile, invalidando così la rilevanza delle osservazioni passate per il presente.

### Sport
La previsione dell'esito degli eventi sportivi è un'attività che negli ultimi anni è cresciuta in popolarità. Gli handicappers (persone incaricate di valutare l'handicap di un concorrente, in particolare nel golf o nelle corse di cavalli) prevedono l'esito dei giochi utilizzando una varietà di formule matematiche, modelli di simulazione o analisi qualitative. Si credeva che i primi, noti scommettitori sportivi, come Jimmy il Greco, avessero accesso a informazioni che davano loro un vantaggio. Le informazioni andavano da questioni personali, come il gioco d'azzardo o il bere, a lesioni non divulgate; tutto ciò che può influenzare le prestazioni di un giocatore in campo.
Successivamente è cambiato il modo in cui si prevedono gli sport. Le previsioni consistono tipicamente di due approcci distinti: giochi situazionali e modelli basati su statistiche. Le giocate situazionali sono molto più difficili da misurare perché di solito coinvolgono la motivazione di una squadra. Questi tipi di giocate consistono in: scommettere sullo sfavorito di casa, scommettere contro i vincitori del lunedì sera se sono i favoriti la prossima settimana, scommettere sullo sfavorito, ecc. Man mano che le giocate situazionali diventano più note, diventano meno utili perché influiranno sul modo in cui è impostata la linea.
L'uso diffuso della tecnologia ha portato con sé sistemi di scommesse sportive più moderni. Questi sistemi sono tipicamente algoritmi e modelli di simulazione basati sull'analisi di regressione. Jeff Sagarin, statistico sportivo, ha portato l'attenzione sullo sport facendo pubblicare i risultati dei suoi modelli su USA Today. Viene pagato come consulente dai Dallas Mavericks per i suoi consigli sulle formazioni e l'uso del suo sistema Winval, che valuta i free agent. Brian Burke, un ex pilota di caccia della Marina diventato statistico sportivo, ha pubblicato i suoi risultati sull'utilizzo dell'analisi di regressione per prevedere l'esito delle partite della NFL. Ken Pomeroy è ampiamente accettato come una delle principali autorità nelle statistiche del basket universitario. Il suo sito web include il suo College Basketball Ratings, un sistema di statistiche basato sul tempo. Alcuni statistici sono diventati molto famosi per avere sistemi di previsione di successo. Dare ha scritto che "le quote effettive per le scommesse sportive e le corse dei cavalli sono il risultato diretto di decisioni umane e possono quindi potenzialmente mostrare errori coerenti". A differenza di altri giochi offerti in un casinò, la previsione negli eventi sportivi può essere sia logica che coerente.

Una semplice rete bayesiana con tabelle di probabilità condizionate

Altri modelli più avanzati includono quelli basati su reti bayesiane, modelli probabilistici causali comunemente usati per l'analisi del rischio e il supporto decisionale. Sulla base di questo tipo di modellazione matematica, Anthony Constantinou e altri hanno sviluppato modelli per prevedere l'esito delle partite di calcio dell'associazione. Ciò che rende questi modelli interessanti è che, oltre a prendere in considerazione dati storici rilevanti, incorporano anche tutti questi vaghi fattori soggettivi, come la disponibilità di giocatori chiave, l'affaticamento della squadra, la motivazione della squadra e così via. Forniscono all'utente la possibilità di includere le sue migliori ipotesi su cose che non sono disponibili. Queste informazioni aggiuntive vengono quindi combinate con i fatti storici per fornire una previsione rivista per i risultati delle partite future. I risultati iniziali basati su queste pratiche di modellazione sono incoraggianti poiché hanno dimostrato una redditività coerente rispetto alle quote di mercato pubblicate.
Le scommesse sportive sono in tempi moderni un enorme business; ci sono molti siti web accanto a siti di scommesse che danno consigli o previsioni per giochi futuri. Alcuni di questi siti web di previsione (tipster) si basano su previsioni umane, ma altri su software per computer a volte chiamati robot di previsione. I robot di previsione possono utilizzare diverse quantità di dati e algoritmi e per questo motivo la loro accuratezza può variare.

### Scienze sociali
La previsione nelle scienze sociali non economiche differisce dalle scienze naturali e include molteplici metodi alternativi come la proiezione delle tendenze, la previsione, la creazione di scenari e le indagini Delphi. La compagnia petrolifera Shell è particolarmente nota per le sue attività di creazione di scenari.
Una ragione per la peculiarità della previsione sociale è che nelle scienze sociali "I predittori sono parte del contesto sociale su cui stanno cercando di fare una previsione e possono influenzare quel contesto nel processo". Di conseguenza, le previsioni della società possono autodistruggersi. Ad esempio, una previsione che un'ampia percentuale di una popolazione sarà infettata dall'HIV in base alle tendenze esistenti può indurre più persone ad evitare comportamenti a rischio e quindi a ridurre il tasso di infezione da HIV, invalidando la previsione (che potrebbe essere rimasta corretta se non fosse stata pubblicamente nota). Oppure, una previsione che la sicurezza informatica diventerà un problema importante potrebbe indurre le organizzazioni a implementare più misure di sicurezza informatica, limitando così il problema.

### Politica
In politica è comune tentare di prevedere l'esito delle elezioni tramite tecniche di previsione politica (o valutare la popolarità dei politici e dei partiti) attraverso l'uso di sondaggi di opinione. I giochi di previsione sono stati utilizzati da molte aziende e governi per conoscere l'esito più probabile di eventi futuri. I giochi di previsione sono generalmente gestiti online e sono gratuiti per gli utenti. I punti vengono assegnati ai giocatori che prevedono in modo più accurato l'esito di un evento e quei punti vengono convertiti in premi in denaro.

### Meteo

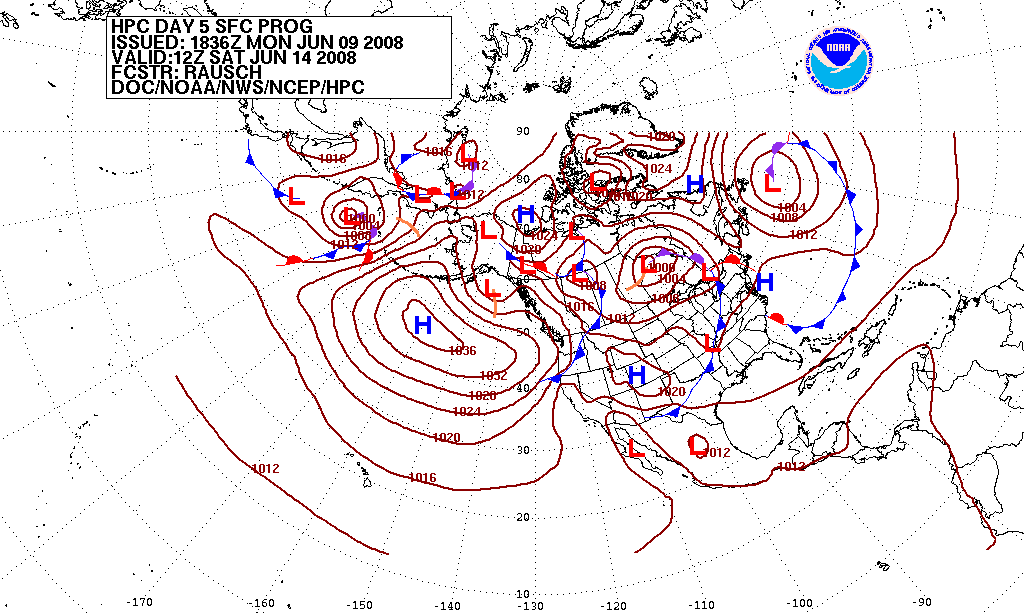
Previsione delle pressioni superficiali a cinque giorni nel futuro per il Pacifico settentrionale, il Nord America e l'Oceano Atlantico settentrionale.

Le previsioni del tempo sono l'applicazione della scienza e della tecnologia per prevedere le condizioni dell'atmosfera per un dato luogo e tempo. Le persone hanno tentato di prevedere il tempo in modo informale per millenni e formalmente dal 19º secolo. Le previsioni del tempo vengono fatte raccogliendo dati quantitativi sullo stato attuale dell'atmosfera, della terra e dell'oceano e usando la meteorologia per proiettare come cambierà l'atmosfera in un dato luogo.

### Narrativa
La narrativa (soprattutto fantasy e fantascienza) presenta spesso casi di previsione ottenuti con mezzi non convenzionali.
Nella letteratura fantasy, le previsioni sono spesso ottenute attraverso la magia o la profezia, a volte riferendosi ad antiche tradizioni. Per esempio in Il Signore degli Anelli molti dei personaggi possiedono la consapevolezza di eventi che si estendono verso il futuro, a volte come profezie, a volte come più o meno vaghi sentimenti. Il personaggio Galadriel, inoltre, utilizza uno "specchio" d'acqua per mostrare immagini, a volte di possibili eventi futuri.
In alcune delle storie di Philip K. Dick, gli umani mutanti chiamati precog possono prevedere il futuro. Nella storia chiamata The Golden Man, un mutante eccezionale può predire il futuro a un intervallo indefinito (presumibilmente fino alla sua morte), e diventa così completamente non umano, un animale che segue automaticamente i percorsi previsti. I precog hanno anche un ruolo essenziale in un'altra delle storie di Dick, The Minority Report, che è stata trasformata in un film da Steven Spielberg nel 2002.
Nella serie Foundation di Isaac Asimov, un matematico scopre che gli eventi storici possono essere modellati teoricamente usando equazioni, e quindi passa anni a cercare di mettere in pratica la teoria. La nuova scienza della psicostoria fondata sul suo successo può simulare la storia ed estrapolare il presente nel futuro.
Nei sequel di Dune del 1965 di Frank Herbert, i suoi personaggi hanno a che fare con le ripercussioni dell'essere in grado di vedere i futuri possibili e scegliere quale affrontare. Herbert vede questo come una trappola di stagnazione, e i suoi personaggi seguono un cosiddetto "Sentiero d'oro" per uscire dalla trappola.
In La mano sinistra delle tenebre, gli abitanti del pianeta Gethen hanno imparato l'arte della profezia e di routine produrre dati su richiesta su eventi passati, presenti o futuri.

## Profezie

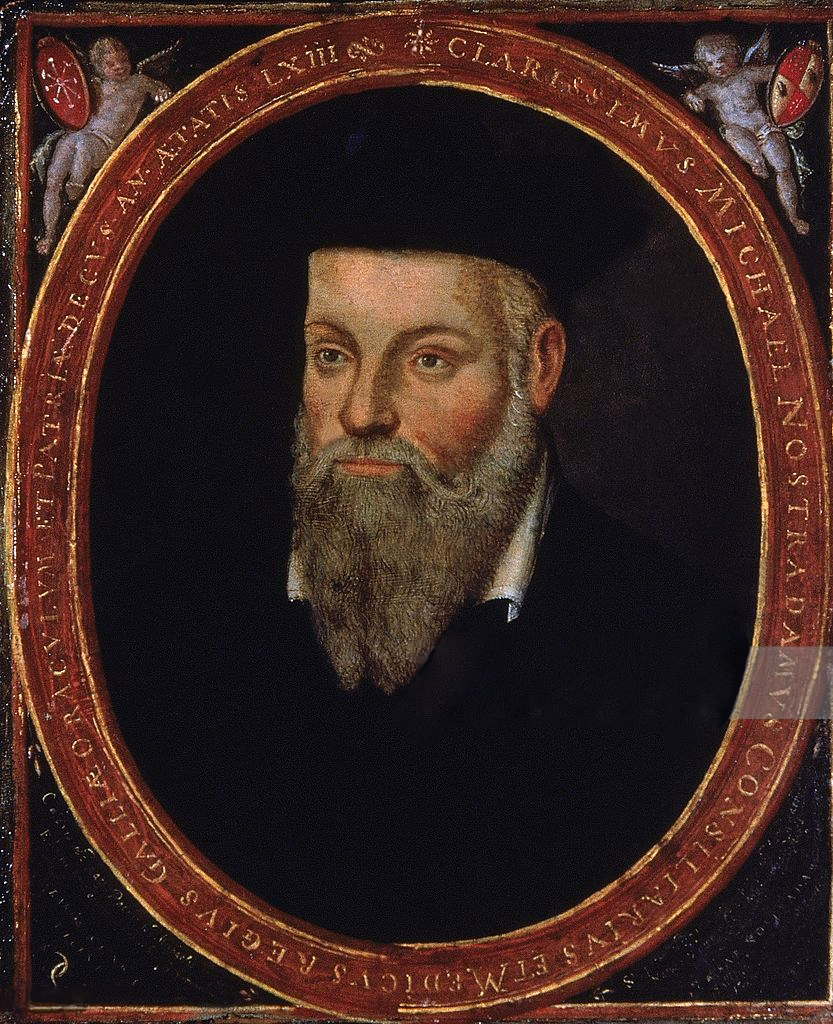
Michel de Nostredame

Spesso sono state fatte previsioni, dall'antichità fino ai giorni nostri, utilizzando mezzi paranormali o soprannaturali come la profezia o osservando presagi. Metodi tra cui l'astrologia, numerologia, chiromanzia, l'interpretazione dei sogni, e molte altre forme di divinazione, sono stati utilizzati per millenni per tentare di prevedere il futuro. Questi mezzi di previsione non sono stati dimostrati da esperimenti scientifici.
Michel de Nostredame è considerato da molti come uno tra i più famosi e importanti scrittori di profezie della storia.
Un esempio di profezia famosa a livello di immaginario collettivo è il 21 dicembre 2012, la data del calendario gregoriano nella quale secondo alcune credenze e profezie si sarebbe dovuto verificare un evento, di natura imprecisata e di proporzioni planetarie, ad esempio la fine del mondo.
In letteratura, visione e profezia sono dispositivi letterari usati per presentare una possibile linea temporale di eventi futuri. Possono essere distinti dalla visione che si riferisce a ciò che un individuo vede accadere. Il libro dell'Apocalisse, nel Nuovo Testamento, usa quindi la visione come dispositivo letterario in questo senso. È anche profezia o letteratura profetica quando è raccontata da un individuo in un sermone o in un altro forum pubblico.
La divinazione è il tentativo di ottenere una visione profonda di una domanda o di una situazione attraverso un processo o rituale standardizzato occulto.

## Dichiarazioni
Nella storia è capitato spesso che personaggi famosi, scienziati, dottori, imprenditori e così via dichiarassero previsioni poi rivelatesi inesatte. Ad esempio:
- Wellington è un pessimo generale. Prevedo la vittoria entro l’ora di pranzo. (Napoleone Bonaparte, il giorno della battaglia di Waterloo, nel 1815)
- Non c’è la minima possibilità di sviluppare energia atomica. (Albert Einstein, fisico, nel 1932)
- La fama di Picasso sfiorirà rapidamente. (Thomas Craven, critico d’arte, nel 1934)
- Il cinema è poco più di una moda temporanea. Una storia chiusa in una scatola. Mentre quello che il pubblico vuole vedere è la carne e il sangue sul palco. (Charlie Chaplin, attore, nel 1916)
- Cartoni animati con un topo? Che idea orribile: terrorizzerà tutte le donne incinte. (Louis B. Mayer, capo della MGM,  nel 1928)
- Entro sei mesi la gente si stancherà di stare a guardare quella scatola di legno chiamata TV. (Darryl F. Zanuck, presidente della 20th Century Fox, nel 1946)
- In futuro un computer potrà forse pesare solo 1,5 tonnellate. (La rivista americana “Popular Mechanics”, nel 1949)

Isaac Asimov fece una serie di previsioni su future invenzioni tecnologiche che negli anni successivi si verificarono in modo molto simile a quanto descriveva nelle sue dichiarazioni.